# (34479) 2000 ST120
2000 ST120 (asteroide 34479) é um asteroide da cintura principal. Possui uma excentricidade de 0.01602180 e uma inclinação de 3.07223º.
Este asteroide foi descoberto no dia 24 de setembro de 2000 por LINEAR em Socorro.